# Jovan Divjak
Jovan Divjak (ur. 11 marca 1937 w Belgradzie, zm. 8 kwietnia 2021 w Sarajewie) – jugosłowiański i bośniacki wojskowy, pochodzenia serbskiego, generał brygady, dowódca obrony Sarajewa w czasie wojny w Bośni i w Hercegowinie.

## Życiorys
Urodził się w rodzinie serbskiej, był synem nauczyciela Dušana. Po rozwodzie rodziców pozostał z matką i przeniósł się do Zrenjanina. W latach 1956–1959 kształcił się w Akademii Wojskowej w Belgradzie. W 1966 przeniósł się wraz z rodziną do Belgradu. W 1984 objął stanowisko szefa obrony terytorialnej w Mostarze, a od 1989 dowodził obroną terytorialną Sarajewa. W 1991 stanął przed sądem jugosłowiańskim oskarżony o nielegalne wydanie broni i amunicji jednostce obrony terytorialnej, która ostrzelała oddziały armii jugosłowiańskiej, za co Divjak został skazany na 10 miesięcy więzienia. Po ucieczce dołączył do jednostki obrony terytorialnej Bośni i Hercegowiny. Aresztowany pod zarzutem kolaboracji z armią serbską był więziony przez 27 dni, w więzieniu na znak protestu prowadził przez cztery dni strajk głodowy.
Uwolniony, szybko awansował otrzymując stanowisko dowódcy sił obrony terytorialnej Bośni i Hercegowiny, a wkrótce potem objął dowództwo Sarajewa, w obliczu zagrożenia atakiem armii serbskiej. Służył w armii bośniackiej do marca 1996, kiedy otrzymał propozycję przejścia na emeryturę od Aliji Izetbegovicia. Oskarżany przez władze Serbii o zbrodnie wojenne został w marcu 2011 aresztowany w Wiedniu, ale władze austriackie nie dokonały jego ekstradycji do Belgradu wobec braku jednoznacznych dowodów. 
Od przejścia do cywila zaangażował się w działalność organizacji OGBH, zajmującej się pomocą dla dzieci, ofiar wojny, ale także działalnością edukacyjną. Był autorem książek poświęconych wojnie w Bośni i w Hercegowinie. Działał w stowarzyszeniu niezależnych intelektualistów Krug 99. Zmarł w 2021 w Sarajewie, pochowany na cmentarzu Bare.
Był żonaty (żona Vera, 1960-2017), miał dwóch synów Żelimira i Vladimira.

## Nagrody i wyróżnienia
Odznaczony francuską Legią Honorową i Orderem Lafayette'a. Od władz Sarajewa otrzymał nagrodę 6 kwietnia.